# Krikor Amira Balyan
Krikor Balyan in armeno Գրիգոր Պալեան? (Costantinopoli, 1764 – Costantinopoli, 15 novembre 1831) è stato un architetto ottomano di etnia armena.
Era membro della famiglia Balyan e il primo ad usare ufficialmente il nome. Era il genero di Minas il muratore e il suocero di Ohannes Amira Severyan, architetti di corte.

## Biografia
Krikor Balyan è nato nel 1764. Ha studiato all'École des beaux-arts di Parigi.
Divenne importante per il sultano Abdül Hamid I, che gli conferì il titolo di Mi'mār (architetto) nel 1777.
Divenne poi consigliere personale di Selim III e fu vicino a Mahmud II.
Esiliato nel 1820 a Kayseri, nell'Anatolia centrale, a causa del suo coinvolgimento in un conflitto tra la Chiesa cattolica armena e la Chiesa apostolica armena, fu infine graziato e tornò nella capitale ottomana.
Krikor morì nel 1831 dopo aver servito l'Impero durante il regno di quattro sultani, Abdülhamid I, Selim III, Mustafa IV e Mahmud II. Il suo giovane e allora inesperto figlio, Garabet Amira, gli succedette nella carica di architetto di corte.

## Opere principali
Le principali opere di Krikor includono:
- Palazzo Sarayburnu (bruciato nel 1875).
- Palazzo di Besiktas (nell'attuale posizione del Palazzo di Dolmabahçe).
- La ricostruzione del Palazzo di Çırağan nel 1805[3] (bruciato dai Giannizzeri).
- Il Palazzo della Valide Sultan ad Arnavutköy.
- Palazzo del Defterdar.
- Palazzo di Aynalikavak.
- Moschea di Nusretiye (1823-1826).
- Caserma di Taksim (distrutta nel 1909).
- Caserma di Selimiye.
- Caserma di Davutpaşa (Davutpaşa Kışlası) (1826-1827).
- Caserma di Beyoğlu.
- La zecca di Istanbul.